# Железные друзья (мультфильм)
«Железные друзья» — советский рисованный мультипликационный фильм, снятый режиссёром Борисом Дёжкиным на киностудии «Союзмультфильм» в 1960 году.

## Сюжет
Фильм о значении сбора металлолома для народного хозяйства страны. В основе фильма — занимательная история некоторых металлических предметов, которые после ряда приключений приобретают новую форму и начинают новую, полезную для общества жизнь.

## Создатели
| Автор сценария            | Александр Кумма, Сакко Рунге                                                                                                   |
| Режиссёр                  | Борис Дёжкин |
| Композитор                | Юрий Левитин |
| Художник-постановщик      | Светозар Русаков, Борис Дёжкин                                                                                                 |
| Художники-мультипликаторы | С. Степанов, Анатолий Петров, Борис Дёжкин, Борис Чани, Константин Чикин, Константин Малышев, Владимир Крумин, Галина Баринова |
| Художники-декораторы      | Пётр Коробаев, Дмитрий Анпилов, Галина Невзорова                                                                               |
| Оператор                  | Елена Петрова |
| Звукооператор             | Николай Прилуцкий |
| Редактор                  | Пётр Фролов |
| Директор картины          | Фёдор Иванов |

## Роли озвучивали
- Рина Зелёная — консервная банка
- Георгий Милляр — Гвоздь (нет в титрах)

## Критика
Аркадий Снесарев в статье, опубликованной в 1962 году в сборнике «Ежегодник кино. 1960» и посвящённой мультипликационным фильмам, отнёс пропагандирующую сбор металлолома ленту «Железные друзья» к категории фильмов-плакатов, счёл её тематическую направленность полезной, отметил большое профессиональное мастерство её производства. Снесарев оценил фильм как темпераментный и интересный, но порой традиционный и суховатый, а выбранную для него форму музыкального обозрения (использованную ранее в «Чудеснице») уже не доставляющей радости новизны.
Наталья Кривуля в статье, опубликованной в 2016 году в журнале «Вестник ВГИК» и посвящённой анимационным плакатам второй половины XX века, отнесла ленту «Железные друзья» к категории социальных плакатов и отметила, что в ней впервые прозвучали призывы быть бережливыми и экономить природные ресурсы.

### Для дополнительного чтения
- Хитрук Ф. С. Профессия — аниматор / Федор Хитрук. (В 2 тт., т. 1.). — М. : Гаятри, 2007. — С. 73, 117. — 304 с. — ISBN 978-5-9689-0137-8.